# ملکه مون‌جونگ
ملکه مون‌جونگ (کره‌ای: 문정왕후 윤씨; هانجا: 文定王后 尹氏؛ ۱۲ دسامبر ۱۵۰۱ – ۱۵ مه ۱۵۶۵) نام پسامرگی بود که به سومین همسر و ملکه هم‌نشین یی یوک، پادشاه جونگ‌جونگ، یازدهمین پادشاه چوسان اعطا شد. او ملکه هم‌نشین چوسان از سال ۱۵۱۷ تا زمان مرگ همسرش در سال ۱۵۴۴ بود و پس از آن از وی با عنوان ملکه بیوه سونگ‌ریول (کره‌ای: 성렬왕대비 در دوران سلطنت پسرخوانده‌اش یی هو، پادشاه این‌جونگ و با عنوان ملکه بیوه بزرگ سونگ‌ریول (کره‌ای: 성렬대왕대비) در دوران سلطنت پسرش یی هوان، پادشاه میونگ‌جونگ تجلیل شد.